# 隨身寶
隨身寶(英文：Mobile Link) 是香港一項為長者或其他有此特殊需要的人士提供的一項戶外呼援及關懷服務，服務提供者為長者安居協會。

## 簡介
隨身寶服務是長者安居協會於2008年推出的戶外支援服務。隨身寶服務使用者配備一個一掣式設計的主機，用戶可於有需要時按動主機接駁至呼援及關懷服務熱線中心取得支援。隨身寶主機上除了主按鈕，亦附有螢幕，顯示主機接收信號的情況、時間及剩餘電量。
由於設計較簡單，這個戶外服務的對象主要是自理能力較差的長者或認知障礙症的患者。 服務使用者在戶外活動時，家人可因應需要（例如：認知障礙症患者走失等）聯絡呼援中心，搜尋主機的大約位置，或聯絡服務使用者進行電話轉駁聯繫。此外，隨身寶主機遙控響號功能，當用戶身處戶外需要救援時，呼援中心可遙控主機發出響號吸引途人注意提供救援；而當主機電量過低時，呼援中心有會收到提示並致電用戶提醒充電。

## 服務內容
24小時緊急支援服務
- ☑ 致電警方999
- ☑ 召喚救護車
- ☑ 傳真電子病歷撮要至急症室(香港醫院管理局認可)
- ☑ 通知緊急聯絡人
- ☑ 搜尋主機大約位置(大約參考位置)

關懷服務
- ☑ 提供電話慰問
- ☑ 預約門診
- ☑ 提醒預約覆診
- ☑ 解答社區/生活咨詢
- ☑ 註冊社工作情緒輔導
- ☑ 註冊護士提醒飲食須知

## 獎項
隨身寶的設計曾獲得多個香港及國際性獎項
- 2010世界信息峰會移動大獎- 移動共融與授權組別
- 2010年環球資訊及通訊科技卓越成就獎- 數碼機會大獎
- 2009年亞太區資訊科技大獎（數碼共融及數碼社區組別）
- 2009世界信息峰會大獎中國賽區選拔賽- 最佳電子共融與參與項目
- 2008年香港資訊及通訊科技獎